# 愛媛県道194号久谷森松停車場線

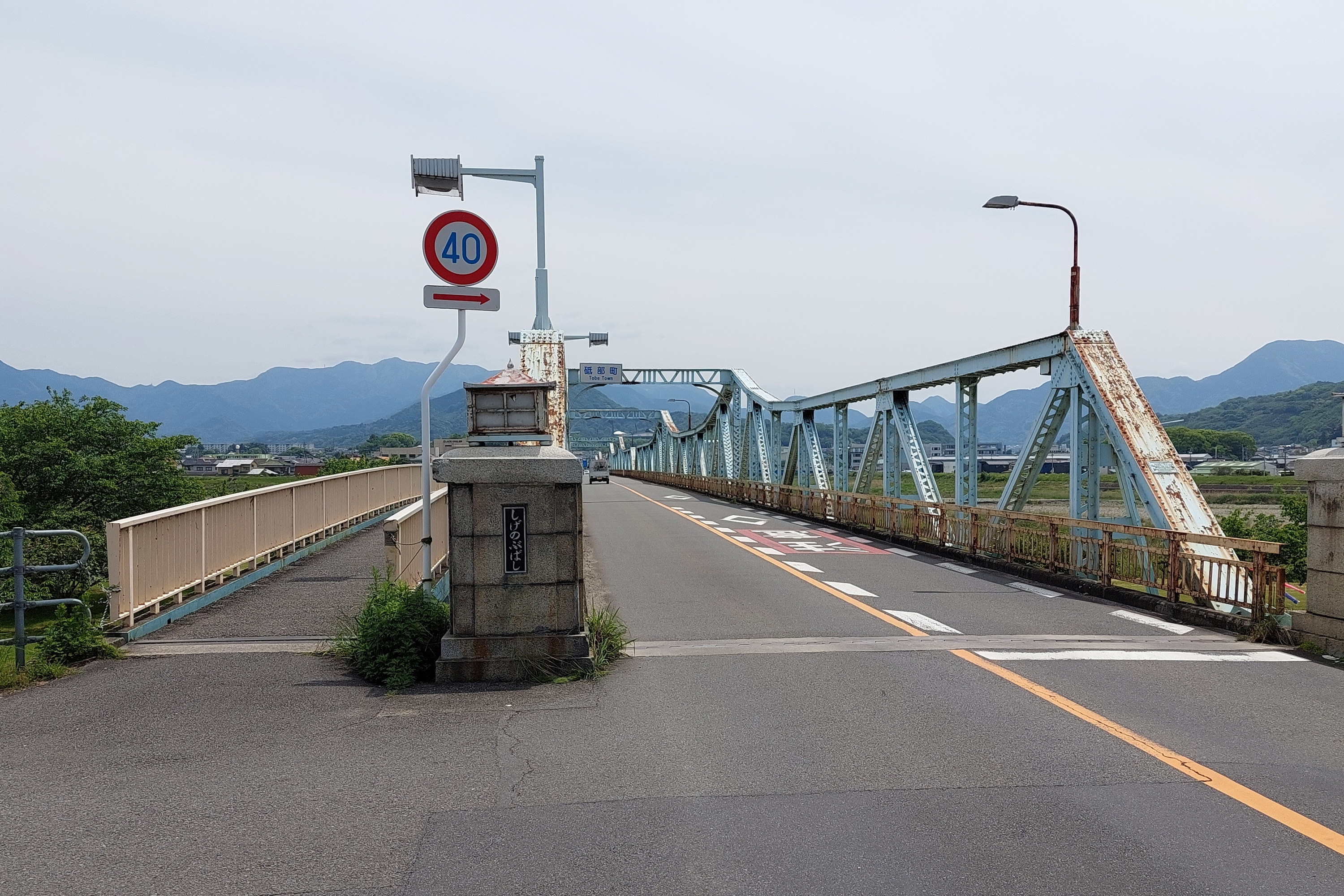
重信橋。松山市森松町付近。この橋より先で伊予郡砥部町に入る。

愛媛県道194号久谷森松停車場線（えひめけんどう194ごう くたにもりまつていしゃじょうせん）は、愛媛県松山市から伊予郡砥部町を経由して、松山市に至る一般県道である。

## 概要

### 路線データ
- 実延長：5.8 km
- 起点：松山市久谷（愛媛県道207号三坂松山線交点）
- 終点：松山市森松町（愛媛県道193号森松重信線交点）

## 歴史
- 1958年（昭和33年）6月27日 - 愛媛県告示第566号により、本路線を整理番号94番として県道に認定される[1]。
- 1972年（昭和47年）3月16日 - 愛媛県が愛媛県道194号久谷森松停車場線として認定。
- 1982年（昭和57年）3月29日 - 砥部道路バイパス区間暫定供用[2]に伴い、砥部町宮内（宮内交差点）～松山市森松（森松交差点）間の国道33号指定区間が変更され、国道33号との重複区間が解消される。

## 地理

### 通過する自治体
- 松山市
- 伊予郡砥部町
- 松山市

### 交差する道路
- 愛媛県道23号伊予川内線
- 愛媛県道193号森松重信線
- 愛媛県道207号三坂松山線

### 重複区間
- 愛媛県道23号伊予川内線（砥部町高尾田～砥部町高尾田・高尾田交差点）

### 道路施設

#### 橋梁
- 恵原橋（松山市）
- 宮北橋（御坂川、松山市）
- 重信橋（重信川、伊予郡砥部町 - 松山市）

### 別名
- 土佐街道
- 松山街道

### 沿線
- 坂本公民館
- 久谷郵便局
- 松山市立坂本小学校
- 松山市立久谷中学校
- 愛媛県立医療技術大学
- 砥部川
- 重信川
- 伊予鉄バス 森松営業所

### 伊予鉄道森松線
本路線の終点にある伊予鉄バス森松営業所は、かつて伊予鉄道森松線の終着駅である森松駅であった。本路線名である森松停車場はその名残である。また砥部町と松山市の境をなす重信川に係る重信橋は森松線の延伸予定であったため、道路橋梁ではなく鉄道橋梁として架橋されており、今も鉄道橋梁のまま本路線の一部となっている。